# بيت بوستويك
بيت بوستويك (بالإنجليزية: Pete Bostwick)‏ هو لاعب البولو وفارس أمريكي، ولد في 14 أغسطس 1909، وتوفي في 13 يناير 1982.